# 玉燭寶典
玉燭寶典，是公元6世紀中國學者杜台卿所寫記錄民間年中行事的作品。全書12巻（欠巻9）。南宋以前在中國存在，後失傳。

## 概要
玉燭寶典是記錄北齊至隋代當時年中行事的作品，主要記者會中國北方的民俗。書名來自『爾雅』釋天「春為青陽、夏為朱明、秋為白蔵、冬為玄英。四氣和、謂之玉燭。」
作者杜台卿是北齊人，隋的開皇年間寫作此書進上，他的外甥杜公瞻也曾為荊楚歲時記作註。
『玉燭宝典』非常多引用其他書籍作資料來源，如後漢崔寔的『四民月令』、蔡邕『月令章句』、西晋周處的『風土記』。
此書在中國南宋後失傳，但在日本保留下來，直到清末才再被中國人發現。